# Watson Washburn
Watson McLean Washburn (ur. 13 czerwca 1894 w Nowym Jorku, zm. 2 grudnia 1973 tamże) – amerykański tenisista, zdobywca Pucharu Davisa.
Służył wojskowo w czasie I wojny światowej, dochodząc do stopnia kapitana.

## Kariera tenisowa
Jako student Harvardu sięgnął w 1913 roku po mistrzostwo międzyuczelniane USA w deblu w parze z Joem Armstrongiem.
W 1914 roku po raz pierwszy awansował do czołowej dziesiątki rankingu amerykańskiego (w latach 1914–1922 figurował w dziesiątce tej klasyfikacji siedmiokrotnie, najwyżej na 5. miejscu w 1921 roku). W 1915 roku zdobył mistrzostwo USA w hali w parze z Gusem Touchardem.
Największe sukcesy odniósł w parze z Richardem N. Williamsem. Amerykanie osiągnęli trzy finały wielkoszlemowe, w 1921 i 1923 roku na mistrzostwach USA i w 1924 roku podczas Wimbledonu. W obu tych turniejach Washburn startował również w grze pojedynczej. Bilans jego występów singlowych na Wimbledonie wyniósł 7 zwycięstw i 4 porażki, na mistrzostwach USA 38 zwycięstw i 24 porażki.
Również z Williamsem grał w swoim jedynym występie reprezentacyjnym w Pucharze Davisa. W finale tych rozgrywek w 1921 roku Washburn i Williams pokonali w deblu Japończyków Zenzō Shimizu i Ichiya Kumagae, dokładając jeden punkt do czterech zdobytych w grze pojedynczej przez Williama Tildena i Billa Johnstona.
W 1924 brał udział w igrzyskach w Paryżu, startując, bez sukcesu, w grze pojedynczej i podwójnej.
Washburn był zawodnikiem praworęcznym. Kontynuował występy w gronie weteranów, zdobywając m.in. mistrzostwa USA w kategorii powyżej 45 lat zarówno w singlu (1940), jak i deblu (1940, 1942, 1944). Był również działaczem amerykańskiej federacji United States Tennis Association.
W 1965 roku został uhonorowany miejscem w Międzynarodowej Tenisowej Galerii Sławy.

### Finały w turniejach wielkoszlemowych

#### Gra podwójna (0–3)
| Końcowy wynik | Nr | Data | Turniej                                 | Nawierzchnia | Partner             | Przeciwnicy                     | Wynik finału             |
| ------------- | -- | ---- | --------------------------------------- | ------------ | ------------------- | ------------------------------- | ------------------------ |
| Finalista     | 1. | 1921 | U.S. National Championships, Filadelfia | Trawiasta    | Richard N. Williams | Vincent Richards William Tilden | 11:13, 10:12, 1:6        |
| Finalista     | 2. | 1923 | U.S. National Championships, Filadelfia | Trawiasta    | Richard N. Williams | William Tilden Brian Norton     | 6:3, 2:6, 3:6, 7:5, 2:6  |
| Finalista     | 3. | 1924 | Wimbledon, Londyn                       | Trawiasta    | Richard N. Williams | Francis Hunter Vincent Richards | 3:6, 6:3, 10:8, 6:8, 3:6 |